# متحف مستشفى آل مكتوم
متحف مستشفى آل مكتوم، هو أحد المتاحف المهمة في الإمارات العربية المتحدة، المتواجد داخل المبنى الأصلي للمستشفى الذي بُني في عام 1951 (أول مستشفى في إمارة دبي) ، حيث يكون جزءًا من سوق تراثي، ويقدم مفهوم تفاعلي جديدًا مثيرًا إلى دبي قائمًا حول جوهره مفاهيم الصحة والعافية.
سوف تستند عروض المتحف إلى مساهمات من أوائل الأطباء والمتخصصين في الرعاية الصحية والمرضى بالمستشفى، وسيتم توفيرها أيضًا من خلال برنامج التعهيد الجماعي، والذي سيشجع الناس على مشاركة قصصهم عن المنشأة. حيث يعرض تاريخ أول منشأة للرعاية الصحية في الإمارة.

## نبذة عامة عن المتحف
يقع متحف مستشفى آل مكتوم في منطقة الوصل وتم تطويره بالتعاون مع وصل للعقارات، وهو جزء من ولاية دبي للثقافة لبناء المتاحف للحفاظ على التراث الإماراتي.
قالت الشيخة لطيفة بنت محمد بن راشد آل مكتوم رئيسة مجلس هيئة دبي للثقافة والفنون: "تم بناء متحف مستشفى آل مكتوم على قوة رواية القصص، وهو شهادة حية على أهمية مشاركة المجتمع في الحفاظ على تاريخنا وتراثنا والترويج لهما".
جمعت هيئة دبي للثقافة والفنون قصصًا عن المستشفى من الأطباء والمرضى الأوائل كجزء من المرحلة الأولى لإنشاء متحف مستشفى آل مكتوم في منطقة الوصل، ، وقالت إن المتحف يجسد طموحات الأمة ويمثل "علامة فارقة" في تفويض الهيئة لتعزيز الوعي بالهويات الوطنية الإماراتية من خلال تجارب المواطنين والمقيمين، تخطط الهيئة لمواصلة جمع القصص عن المستشفى للمتحف.

## نبذة عامة عن المستشفى
يعود تاريخ إنشاء مستشفى آل مكتوم إلى عام 1939، عندما قامت الحكومة البريطانية بالتبرع لافتتاح مستوصف صغير في دبي، في العام 1949 تم تكبير المستوصف وتحويله إلى مستشفى بمبادرة من الشيخ سعيد بن مكتوم وتم افتتاحه رسمياً عام 1950 بتكلفة إجمالية بلغت 28.125 ألف جنيه إسترليني، وبسعة 38 سريراً تحت إشراف طبيب بريطاني، وكانت الخدمات التي يقدمها هذا المستشفى لجميع إمارات الساحل وليس لإمارة دبي فقط، ، وفي العام 1952 تم إطلاق اسم «آل مكتوم» على هذا المستشفى إكراماً للشيخ الجليل سعيد بن مكتوم.

## حملة "الكلمات التي تشفي"
تعتبر هذه الحملة من أبرز معالم تواجد متحف مستشفى آل مكتوم، وهي المرحلة الثانية من برنامج التعهيد الجماعي، والذي تم افتتاحه لمتابعي وسائل التواصل الاجتماعي مؤخرًا، مما سمح لهم بمشاركة كلمات لطيفة وقوية وعلاجية، حيث قامت هيئة دبي للثقافة والفنون على جمع "بنك الكلمات الشافية" الذي جمع الكلمات التي يشاركها الزوار ليتم تقديمها للمرضى المحتاجين عبر المستشفيات في جميع أنحاء الإمارة، حيث ستواصل الهيئة المشاركة في مبادرة التعهيد الجماعي في مراحل مختلفة مما يمنح الناس في جميع أنحاء الدولة الفرصة لمشاركة رؤاهم من خلال "متحف مستشفى آل مكتوم" حيث يعتبر هذا المتحف دليل على رؤية الهيئة لدمج أفراد المجتمع في قصة النمو الشعبية للصناعات الفنية والثقافية.
جمعت دبي للثقافة المرحلة الأولى من البيانات لتكريم الموقع من خلال برنامج التعهيد الجماعي، وتشجيع الناس على مشاركة قصصهم.

## أنظر أيضاََ
- متحف الشندغة
- الوصل
- لطيفة بنت محمد بن راشد آل مكتوم
- سعيد بن مكتوم
- قائمة متاحف الإمارات العربية المتحدة
- هيئة دبي للثقافة والفنون